# Школа № 9 (Таганрог)

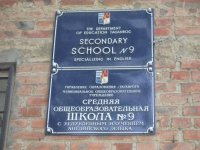
Таблички на здании

Школа № 9 Таганрога — средняя общеобразовательная школа с углублённым изучением английского языка.

## История
Школа № 9 ведёт свою историю с 1920 года, когда в Таганроге были сформированы семилетние трудовые школы с бесплатным обучением. В послевоенные годы на её базе была создана семилетняя базовая школа Таганрогского Учительского института.
В августе 1960 года была основана общеобразовательная средняя школа № 9 как первое учебное заведение в Таганроге с углублённым изучением английского языка и преподаванием ряда предметов на английском языке.
С 1973 года в школе существует Клуб интернациональной дружбы «Меридиан».

## Директора школы
- с 2012 по наст. время — Н. В. Мохова[3]
- с 2004 по 2012— С. М. Корешкова
- с 2002 по 2004 — Е. Б. Шелухина
- с 1989 по 2002 — Л. Г. Леонтьев
- с 1975 по 1989 — О. Д. Клокова[4][5]
- с 1968 по 1975 — А. М. Кузнецова
- с 1957 по 1967 — А. Н. Карпов

## Известные сотрудники и ученики школы
- Барабанов, Николай Викторович — чемпион России W.R.K.B.A (Ростов на Дону, 2004), абсолютный чемпион России FSKA (Тихорецк, 2005), чемпион и призер Европы по каратэ (Ирландия, 2005), 4-х кратный чемпион мира по каратэ-до FSKA (США, Италия, ЮАР).
- Добрынин, Николай Николаевич (1963) — советский и российский актёр театра и кино, заслуженный артист России[6].
- Каляев, Игорь Анатольевич (1958) — математик, Член-корреспондент Российской академии наук, доктор технических наук, профессор, директор НИИ МВС имени академика А. В. Каляева ЮФУ.
- Кочмала, Олег Борисович (1966) — российский офтальмолог, доктор медицинских наук, руководитель Дорожного центра микрохирургии глаза ДКБ на ст. Ростов-Главный СКЖД.
- Кравцов, Станислав Эдуардович (1970—1996) — капитан, командир разведывательного батальона 205-й отдельной мотострелковой бригады, Герой России (посмертно)[7].
- Кутахов, Павел Степанович (1914—1984) — Главный маршал авиации, дважды Герой Советского Союза, заслуженный военный лётчик СССР.
- Шабельников, Юрий Леонидович (1959) — российский художник.
- Шикунов, Юрий Иванович (1939) — советский футболист, полузащитник, мастер спорта, заслуженный тренер РСФСР.